# Колоња (Тренто)
Колоња (итал. Cologna) је насеље у Италији у округу Тренто, региону Трентино-Јужни Тирол.
Према процени из 2011. у насељу је живело 216 становника. Насеље се налази на надморској висини од 512 м.